# Campionati austriaci di sci alpino 1987
I Campionati austriaci di sci alpino 1987 si svolsero a Haus, Ramsau am Dachstein e Schladming dal 19 al 22 febbraio; furono assegnati i titoli di discesa libera, supergigante, slalom gigante, slalom speciale e combinata, sia maschili sia femminili.

## Risultati

### Uomini

#### Discesa libera
| Pos. | Atleta            | Nazione |
| ---- | ----------------- | ------- |
| 1    | Leonhard Stock    | Austria |
| 2    | Erwin Resch       | Austria |
| 3    | Rudolf Huber      | Austria |
| 3    | Peter Wirnsberger | Austria |

Località: Haus

Data: 19 febbraio

Pista: Krummholz

#### Supergigante
| Pos. | Atleta            | Nazione |
| ---- | ----------------- | ------- |
| 1    | Leonhard Stock    | Austria |
| 2    | Hubert Strolz     | Austria |
| 3    | Peter Wirnsberger | Austria |

Località: Schladming

Data: 20 febbraio

Pista: Hochwurzen

#### Slalom gigante
| Pos. | Atleta          | Nazione |
| ---- | --------------- | ------- |
| 1    | Rudolf Nierlich | Austria |
| 2    | Günther Mader   | Austria |
| 3    | Leonhard Stock  | Austria |

Località: Schladming

Data: 21 febbraio

#### Slalom speciale
| Pos. | Atleta              | Nazione |
| ---- | ------------------- | ------- |
| 1    | Günther Mader       | Austria |
| 2    | Dietmar Köhlbichler | Austria |
| 3    | Michael Tritscher   | Austria |

Località: Ramsau am Dachstein

Data: 22 febbraio

#### Combinata
| Pos. | Atleta             | Nazione |
| ---- | ------------------ | ------- |
| 1    | Ernst Riedlsperger | Austria |
| 2    | Rudolf Stocker     | Austria |
| 3    | Bernd Stöhrmann    | Austria |

Località: Haus, Ramsau am Dachstein, Schladming

Data: 19-22 febbraio

Classifica stilata attraverso i piazzamenti ottenuti
in discesa libera, slalom gigante e slalom speciale

### Donne

#### Discesa libera
| Pos. | Atleta             | Nazione |
| ---- | ------------------ | ------- |
| 1    | Sylvia Eder        | Austria |
| 2    | Sigrid Wolf        | Austria |
| 3    | Veronika Wallinger | Austria |

Località: Haus

Data: 19 febbraio

Pista: Krummholz

#### Supergigante
| Pos. | Atleta             | Nazione     |
| ---- | ------------------ | ----------- |
| 1    | Sigrid Wolf        | Austria     |
| 2    | Christa Kinshofer  | Paesi Bassi |
| 3    | Elisabeth Kirchler | Austria     |
| 4    | Sylvia Eder        | Austria     |

Località: Schladming

Data: 20 febbraio

Pista: Hochwurzen

#### Slalom gigante
| Pos. | Atleta             | Nazione     |
| ---- | ------------------ | ----------- |
| 1    | Sigrid Wolf        | Austria     |
| 2    | Sylvia Eder        | Austria     |
| 3    | Christa Kinshofer  | Paesi Bassi |
| 4    | Elisabeth Kirchler | Austria     |

Località: Schladming

Data: 22 febbraio

#### Slalom speciale
| Pos. | Atleta           | Nazione |
| ---- | ---------------- | ------- |
| 1    | Roswitha Steiner | Austria |
| 2    | Ida Ladstätter   | Austria |
| 3    | Claudia Strobl   | Austria |

Località: Ramsau am Dachstein

Data: 21 febbraio

#### Combinata
| Pos. | Atleta             | Nazione |
| ---- | ------------------ | ------- |
| 1    | Sylvia Eder        | Austria |
| 2    | Ingrid Salvenmoser | Austria |
| 3    | Gabriele Rainer    | Austria |

Località: Haus, Ramsau am Dachstein, Schladming

Data: 19-21 febbraio

Classifica stilata attraverso i piazzamenti ottenuti
in discesa libera, slalom gigante e slalom speciale